# Сюшань-Туцзя-Мяоский автономный уезд
Сюшань-Туцзя-Мяоский автономный уезд (кит. упр. 秀山土家族苗族自治县, пиньинь XiùShān Tǔjiāzú  Miáozú Zìzhìxiàn) — автономный уезд города центрального подчинения Чунцин (КНР).

## История
Уезд Сюшань был основан в 1736 году в живописной горной местности в первый год правления императора Цяньлуна империи Цин. В 1983 году государственный совет КНР упразднил уезд Сюшань и основал Сюшань-Туцзя-Мяоский автономный уезд провинции Сычуань. В 1997 году он был передан под юрисдикцию Чунцина.

## Административно-территориальное деление
Сюшань-Туцзя-Мяоский автономный уезд делится на 3 уличных комитета, 18 посёлков и 6 волостей.

Уличные комитеты: Чжунхэ (中和街道), Уян (乌杨街道), Пинкай (平凯街道).

Посёлки: Айкоу (隘口镇), Жунси (溶溪镇), Гуаньчжуан (官庄镇), Лунчи (龙池镇), Шиди (石堤镇), Эжун (峨溶镇), Хунъань (洪安镇), Яцзян (雅江镇), Шие (石耶镇), Мэйцзян (梅江镇), Ланьцяо (兰桥镇), Гаотянь (膏田镇), Сикоу (溪口镇), Мяоцюань (妙泉镇), Суннун (宋农镇), Лижэнь (里仁镇), Чжунлин (钟灵镇), Цинсичан (清溪场镇).

Волости: Юндун (涌洞乡), Сяоси (孝溪乡), Хайян (海洋乡), Чжунпин (中平乡), Даси (大溪乡), Цэньси (岑溪乡).

## Климат
Административная единица расположена в горной местности. Климат влажный субтропический с муссонами. Среднегодовая температура составляет +16. Средняя температура самого холодного месяца, января — +5, самого жаркого месяца, июля — + 27,5. Мало солнечных дней. Много осадков. В год выпадает около 1341 мм, 80 % из них приходится на начало мая, конец июня и начало июля, середину сентября.

## Экономика
Территория автономного уезда богата природными ресурсами. Особенно большими являются месторождения марганца, которые оцениваются в более чем 24 000 000 тонн. В последнее время получил развитие туристический сектор экономики. В 2011 году местный ВВП достиг 9 350 000 000 юаней, а доходы местного бюджета составили 1 310 000 000 юаней.

## Транспорт
В автономном уезде действуют шоссе 319 и 326. Последнее объединяет все местные населённые пункты. Здесь проходит железнодорожная линия Чунцин — Хуайхуа. Идёт строительство скоростной железной дороги, которая соединит Чунцин и Чанша.

## Население
Численность населения в посёлках и деревнях приблизительно равна. Кроме китайцев, в автономном уезде проживают национальные меньшинства туцзя и мяо, сохраняющие свои языки и традиции.